# Mijeíl Mesji
Mijaíl Shálvovich Mesji (en georgiano: მიხეილ მესხი, en ruso: Михаи́л Ша́лвович Ме́схи; 12 de enero de 1937-22 de abril de 1991) fue un futbolista georgiano y soviético. Desarrolló prácticamente toda su carrera en el FC Dinamo Tbilisi y fue internacional con la selección de la Unión Soviética, con quien se proclamó campeón de la Eurocopa 1960. Jugaba como extremo y, debido a su habilidad de regate, fue apodado «el Garrincha georgiano».

## Carrera profesional
Durante su carrera jugó para el Dinamo Tbilisi, equipo en el que ganó la liga soviética de 1964, (1954-1969) y en el Lokomotiv Tbilisi al final de su carrera (1970). Disputó 35 partidos con el equipo nacional de fútbol de la Unión Soviética y participó en la Copa Mundial de 1962. Formó parte del equipo soviético que se proclamó campeón de la Eurocopa 1960.
En 1998, Mesji fue elegido como el mejor jugador en la historia del fútbol georgiano, y miembro del "Equipo de los Sueños" georgiano del siglo XX. El Estadio Lokomotiv de Tbilisi fue renombrado Estadio Mikheil Meskhi en su honor tras haber sido remodelado en 2011.

## Palmarés
Dinamo Tbilisi
- Soviet Top Liga: 
  - Campeón: 1964

 Unión Soviética
- Eurocopa:
  - Campeón: 1960